# Diplodocus longus
Diplodocus longus ("doble viga larga") es una especie dudosa y tipo del género Diplodocus de dinosaurio saurópodo diplodócido, que vivió a finales del período Jurásico, hace aproximadamente entre 155,3 y 145 millones de años, en el Kimmeridgiense y el Titoniense, en lo que hoy es Norteamérica. se conoce a partir de dos vértebras caudales fragmentarias completas y varias más de la Formación Morrison en la Cantera Felch de Colorado por Benjamin Mudge y Samuel Wendell Williston en 1878. Fue descrito y nombrado por el paleontólogo Othniel Charles Marsh quien le puso el nombre de Diplodocus longus ese mismo año. Aunque varios especímenes más completos se han atribuido a D. longus, análisis detallados han sugerido que el fósil original carece de las características necesarias para permitir la comparación con otros especímenes. Por esta razón, se ha considerado un nomen dubium, que no es una situación ideal para la especie tipo de un género conocido como Diplodocus. Se está considerando una petición a la Comisión Internacional de Nomenclatura Zoológica que propone hacer que Diplodocus carnegii sea la nueva especie tipo.